# 名古屋圏における高速鉄道を中心とする交通網の整備に関する基本計画について
名古屋圏における高速鉄道を中心とする交通網の整備に関する基本計画について（なごやけんにおけるこうそくてつどうをちゅうしんとするこうつうもうのせいびにかんするきほんけいかくについて）は、運輸政策審議会における1992年（平成4年）1月10日答申第12号をいう。2008年（平成20年）度を目標年次とした名古屋圏の高速鉄道を中心とする交通網の整備に関する基本計画を答申している。

## 新設鉄道路線の整備計画

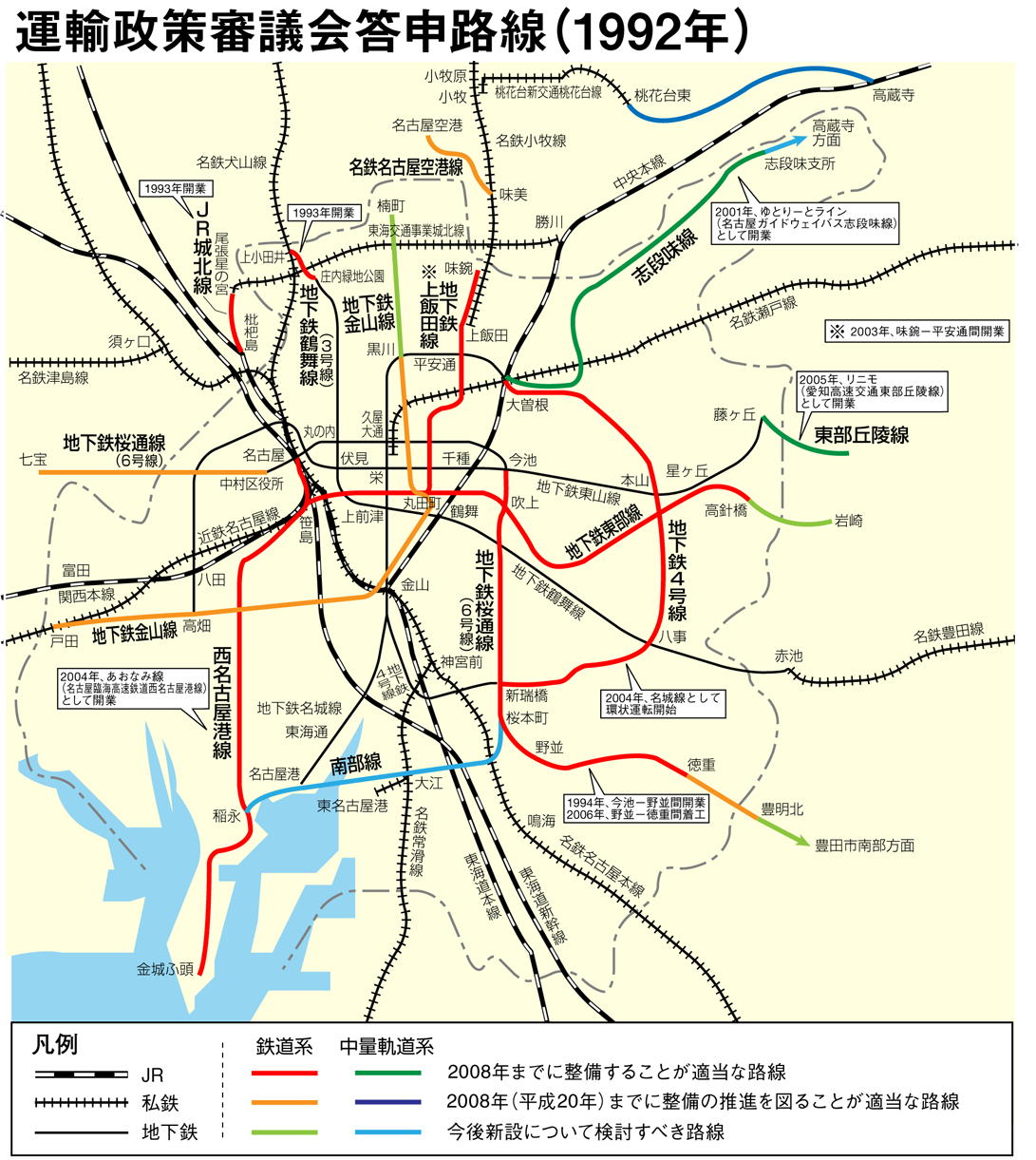
運輸政策審議会答申路線（1992年）

駅名は、現在営業中のものを除きすべて仮称。ただし、既設の駅については、整備時に併設となることが想定されている。

### 全区間・一部区間が建設された路線

#### 市交3号線（鶴舞線）の延伸
計画内容
庄内緑地公園駅 - 赤池駅間が開業中の名古屋市営地下鉄鶴舞線（市交3号線）を庄内緑地公園駅から上小田井駅まで延伸する。
上小田井駅で名鉄犬山線と相互直通運転を行う。
目標年次等
2008年（平成20年）までに整備することが適当である。
整備状況等
1993年（平成5年）8月12日、庄内緑地公園駅 - 上小田井駅間1.4kmが開業し、同日より名鉄犬山線との相互直通運転を開始した。

#### 市交4号線（名城線）の延伸
計画内容
新瑞橋駅 - 金山駅間が開業中の市交4号線を新瑞橋駅から大曽根駅まで延伸する。
市交2号線と連絡して環状線を形成する。
目標年次等
2008年（平成20年）までに整備することが適当である。
整備状況等
2000年（平成12年）1月19日に大曽根駅 - 砂田橋駅間1.7kmが、2003年（平成15年）12月13日に砂田橋駅 - 名古屋大学駅間4.5kmが、さらに2004年（平成16年）10月6日に名古屋大学駅 - 新瑞橋駅間5.6kmがそれぞれ開業した。同日より名古屋市営地下鉄名城線（市交2号線）の大曽根駅 - 金山駅間を併せて1周26.4kmの環状運転を開始し、環状部の路線名称を名城線、金山駅 - 名古屋港駅間の路線名称を名港線とした。

#### 市交6号線（桜通線）の延伸
計画内容
中村区役所駅（現・太閤通駅） - 今池駅間が開業中の名古屋市営地下鉄桜通線（市交6号線）を、中村区役所駅から稲葉地付近を経由し七宝駅まで、及び今池駅から野並駅、徳重駅、豊明北駅を経由して豊田市南部方面まで延伸する。
目標年次等
今池駅 - 野並駅 - 徳重駅間は、2008年（平成20年）までに整備することが適当である。
中村区役所駅 - 七宝駅間、及び徳重駅 - 豊明北駅間は、2008年（平成20年）までに整備の推進を図ることが適当である。
豊明北駅 - 豊田市南部方面は、今後整備について検討すべきである。
整備状況等
1994年（平成6年）3月30日、今池駅 - 野並駅間8.6kmが開業した。
野並駅 - 徳重駅間4.2kmは、2006年（平成18年）2月に着工し、2011年（平成23年）3月27日に開業した。
徳重駅以遠及び中村区役所駅以遠については、事業化の目処は立っていない。

#### 名鉄小牧線・市交上飯田線の建設
計画内容
味鋺駅から、上飯田駅、平安通駅、新栄町駅を経由し、丸田町駅までの路線を建設する。
上飯田駅において、名鉄小牧線と名古屋市営地下鉄上飯田線の相互直通運転を行う。丸田町駅において、市交東部線と相互直通運転を行うと想定されている。
上飯田駅 - 平安通駅間の結節改善を図るため、味鋺駅 - 平安通駅間については、第三セクター方式を活用しつつ、地方公共団体等の支援の下に上飯田連絡線として緊急に整備する。
目標年次等
2008年（平成20年）までに整備することが適当である。
整備状況等
1994年（平成6年）1月、愛知県、名古屋市などの小牧線沿線自治体、名鉄等の出資により、第三種鉄道事業者として、上飯田連絡線株式会社が設立され、同社が味鋺駅 - 平安通駅間に地下新線を整備し、2003年（平成15年）3月27日、味鋺駅 - 上飯田駅間2.3kmは名鉄を第二種鉄道事業者として（名鉄小牧線の一部）、上飯田駅 - 平安通駅間0.8kmは名古屋市を第二種鉄道事業者として（上飯田線）開業した。
平安通駅 - 丸田町駅間については、事業化の目処は立っていないが、2009年（平成21年）7月23日に行われた名古屋市交通事業経営健全化検討委員会の第7回委員会にて、建設の凍結が提言された。
整備時には、新栄町駅で東山線と、丸田町駅で市交東部線・金山線の各線と接続できるよう整備されることが想定されている。

#### JR城北線
計画内容
城北線を尾張星の宮駅から枇杷島駅まで延伸する。
目標年次等
2008年（平成20年）までに整備することが適当である。
整備状況等
東海旅客鉄道（JR東海）が第一種鉄道事業者として路線を整備し、1993年（平成5年）3月18日、東海交通事業（現在のJR東海交通事業）が第二種鉄道事業となって開業した。
同線は、1976年（昭和51年）に国鉄瀬戸線の勝川駅 - 稲沢駅間として着工され、その後、国鉄分割民営化の過程で、経路が見直された尾張星の宮駅 - 枇杷島駅間は建設が保留されていた。そのため、勝川 - 尾張星の宮間は1991年（平成3年）に開業していたにもかかわらず、尾張星の宮駅 - 枇杷島駅間は整備を終えていなかったことから、答申に盛り込まれた。答申上、路線整備の事業主体としてJR東海を想定していたため、JR城北線という名称が付けられている。

#### 西名古屋港線
計画内容
貨物営業中である名古屋駅から、笹島駅（現在のささしまライブ駅）、稲永駅を経由し、金城ふ頭駅に至る西名古屋港線を旅客線化する。
第三セクター方式を活用し、地方公共団体等の支援の下に整備を行う。
市交東部線との相互直通運転を検討する。
目標年次等
2008年（平成20年）までに整備することが適当である。
整備状況等
1997年（平成9年）12月、名古屋市等の出資により、名古屋臨海高速鉄道が設立され、2004年（平成16年）10月6日に名古屋臨海高速鉄道西名古屋港線（あおなみ線）として開業した。

#### 東部丘陵線
計画内容
藤ヶ丘駅（現在の藤が丘駅）から八草駅までを結ぶ路線を新設する。
中量軌道系の交通システムとして整備すべき路線である。
目標年次等
2008年（平成20年）までに整備することが適当である。
整備状況等
愛・地球博の会場アクセス線として、その開催に合わせ、2005年（平成17年）3月6日、愛知高速交通東部丘陵線（リニモ）として開業した。HSSTによる日本初のリニアモーターカーの常設実用路線である。

#### 志段味線
計画内容
大曽根駅から、砂田橋駅、松坂町駅（現在の白沢渓谷駅）、志段味支所駅を経由して、高蔵寺方面までを結ぶ路線を新設する。
中量軌道系の交通システムとして整備すべき路線である。
目標年次等
大曽根駅 - 志段味支所駅間は、2008年（平成20年）までに整備することが適当である。
志段味支所駅以遠は、今後整備について検討すべきである。
整備状況等
大曽根駅 - 小幡緑地駅間は、名古屋市、名古屋鉄道、ジェイアール東海バス等が設立した第三セクター会社名古屋ガイドウェイバスにより整備され、2001年（平成13年）3月23日、ガイドウェイバス志段味線（ゆとりーとライン）として開業した。日本初のガイドウェイバスである。
小幡緑地駅以遠は、現在、ゆとりーとラインの路線バス区間として営業されている。

#### その他
計画内容
中部国際空港の検討に併せて高速鉄道によるアクセス線を検討する。
整備状況等
2005年（平成17年）2月17日の中部国際空港の開港に先立つ同年1月29日に名鉄空港線が開業。名鉄常滑線との直通運転を開始した。

### 建設に至っていない路線

#### 市交東部線の新設
計画内容
笹島駅から、丸田町駅、吹上駅、星ヶ丘駅、高針橋駅を経由し、岩崎駅に至る路線を新設する。
笹島駅付近において東海旅客鉄道（JR東海）の関西本線と相互直通運転を行うとともに、西名古屋港線（あおなみ線）との相互直通運転について検討する。また、丸田町駅にて市交上飯田線を経て名鉄小牧線と相互直通運転を行うと想定されている。
目標年次等
笹島駅 - 高針橋駅間は、2008年（平成20年）までに整備することが適当である。
高針橋駅 - 岩崎駅間は、今後新設について検討すべきである。
整備状況等
全区間、事業化の目処は立っていないが、2009年（平成21年）7月23日に行われた名古屋市交通事業経営健全化検討委員会の第7回委員会にて、建設の凍結が提言された。
整備時には、丸田町駅で市交上飯田線・市交金山線の各線と、吹上駅で桜通線と、星ヶ丘駅で東山線とそれぞれ接続できるよう整備されることが想定されている。

#### 市交金山線の新設
計画内容
戸田駅から、金山駅、丸田町駅、黒川駅を経由して、楠町駅に至る路線を新設する。
昭和47年都市交通審議会答申で計画されていた5号線（伏屋駅 - 野田町駅 - 金山駅間）と8号線（枇杷島駅 - 浅間町駅 - 水主町駅 - 瓦町駅 - 高岳駅 - 清水口駅 - 黒川駅 - 楠町駅）を統合し見直す形で、この答申に盛り込まれた。
戸田駅で接続し近鉄名古屋線と相互直通運転を検討する。

目標年次等
戸田駅 - 黒川駅間は、2008年（平成20年）までに整備の推進を図ることが適当である。
黒川駅 - 楠町駅間は、今後新設について検討すべきである。
整備状況等
一部の区間である中川区八熊周辺の約7.3kmについては、1967年（昭和42年）12月28日にはすでに高速度鉄道第5号線八熊線として都市計画決定がされているものの、全区間、事業化の目処が立っていない。
整備時には、高畑駅で東山線と、金山駅で名城線・名港線、名鉄名古屋本線、JR東海道本線・中央本線の各線と、丸田町駅で市交上飯田線・市交東部線の各線と、 黒川駅で名城線とそれぞれ接続するよう整備されることが想定されている。

#### 名鉄名古屋空港線
計画内容
名鉄小牧線味美駅から分岐し、空港アクセス線として名古屋空港（小牧空港）までを整備する。
目標年次等
2008年（平成20年）までに整備の推進を図ることが適当である。
整備状況等
全区間、事業化の目処は立っていない（中部国際空港が開港し、名古屋空港の発着航空便が大幅に減少したため）。

#### 桃花台線の延伸
計画内容
小牧駅 - 桃花台東駅間で営業中の桃花台新交通桃花台線を、桃花台東駅から高蔵寺駅まで延伸する。
目標年次等
2008年（平成20年）までに整備の推進を図ることが適当である。
整備状況等
全区間、事業化の目処が立っていない上に、当の桃花台線全線（小牧駅 - 桃花台東駅間）が2006年（平成18年）10月1日に廃止されたため、ほぼ実現可能性がなくなっている。

#### 南部線
計画内容
桜本町駅から、大江駅、名古屋港駅を経由し、稲永駅に至る路線を新設する。
中量軌道系の交通システムとして整備すべき路線である。
目標年次等
今後新設について検討すべきである。
整備状況等
全区間、事業化の目処が立っていない。
整備時には、桜本町駅で桜通線と、大江駅で名鉄常滑線・築港線と、名古屋港駅で名港線と、稲永駅であおなみ線とそれぞれ接続できるよう整備されることが想定されている。

## 複線化路線の整備計画
JR関西線
関西本線の名古屋駅 - 南四日市駅間を複線化する計画。
1993年7月24日に富田浜駅 - 四日市駅間が複線化されたが、そのほかの区間は断続的に単線区間が残っている。
既複線化区間は以下の通り。
- 名古屋駅 - 笹島信号場間
- 弥富駅 - 桑名駅間
- 朝明信号場 - 富田駅間

名鉄小牧線
名鉄小牧線を複線化する計画。
1997年2月8日に味鋺駅 - 味美駅間が、2000年10月18日に豊山信号所 - 間内駅間が複線化され、さらに2003年3月27日に上飯田駅 - 味鋺駅間の新線が開業したため、小牧駅以南は全線複線化されたが、同駅以北は着工されていない。
名鉄西尾線
名鉄西尾線の新安城駅 - 西尾駅間を複線化する計画。
2008年6月14日に西尾口駅 - 西尾駅間が、同年6月21日に桜井駅 - 南桜井駅間が複線化されたが、他の区間はいまだ単線である。
名鉄三河線
名鉄三河線を複線化する計画。
この答申以前に梅坪駅 - 豊田市駅間、知立駅 - 重原駅間、刈谷駅 - 刈谷市駅間が複線化されていたが、その後の進捗は鈍く、三河八橋駅南方、小垣江駅北方が複線化されたにとどまる。豊田市駅 - 知立駅間の複線化は名鉄の「新・中期経営計画」にも記載されている。2023年完了予定の知立駅連続立体交差事業により知立駅‐三河知立駅間が複線化される予定。なお、この事業の一環として三河知立駅が2024年3月16日に移転された。
名鉄河和線
名鉄河和線の河和駅 - 河和口駅間を複線化する計画。
その後の進展はない。
名鉄知多新線
名鉄知多新線を複線化する計画。
その後の進展はない。
愛知環状鉄道線
愛知環状鉄道線を複線化する計画。
2001年12月23日に中岡崎駅 - 北岡崎駅間と北野桝塚駅 - 三河上郷駅間が、2004年10月3日に瀬戸市駅 - 高蔵寺駅間が、2008年1月27日に三河豊田駅 - 新豊田駅間が複線化された。単線の区間が多く残るものの、ほぼ全線に渡り複線化のための用地が確保されている。
伊勢鉄道線
伊勢鉄道伊勢線を複線化する計画。
1993年3月7日に河原田駅 - 玉垣駅間が、同年7月4日に玉垣駅 - 中瀬古駅間が複線化されたが、中瀬古駅以南はいまだ単線である。